# Petra Marčinko
Petra Marčinko (* 4. Dezember 2005 in Zagreb) ist eine kroatische Tennisspielerin.

## Karriere
Marčinko spielt vor allem auf der ITF Juniors Tour und der ITF Women’s World Tennis Tour, wo sie bislang acht Turniere im Einzel und vier Turniere im Doppel gewinnen konnte.
2021 spielte sie die Juniorinnenwettbewerbe der French Open, wo sie im Juniorinnendoppel mit Partnerin Natália Szabanin das Viertelfinale erreichte, im Juniorinneneinzel aber bereits in der ersten Runde scheiterte. In Wimbledon scheiterte sie im Wimbledon Championships 2021/Juniorinneneinzel in der zweiten Runde und im Juniorinnendoppel mit Partnerin Polina Jazenko bereits in der ersten Runde. Bei den US Open erreichte sie im Juniorinneneinzel das Viertelfinale, im Juniorinnendoppel mit Partnerin Natália Szabanin das Achtelfinale. Bei den Zagreb Ladies Open, einem mit 60.000 US-Dollar dotierten Turnier kam sie im Dameneinzel ins Achtelfinale. Anfang Dezember gewann sie sowohl den Titel im Einzel, als auch im Doppel der Orange Bowl. Im Einzel gewann sie in drei Sätzen mit 3:6, 6:1, 6:3 gegen Diana Schneider, mit der sie dann auch den Doppeltitel gegen das tschechische Geschwisterpaar Linda und Brenda Fruhvirtová gewann. Am 13. Dezember 2021 wurde sie Nummer eins der Juniorinnen-Weltrangliste der ITF.
2022 trat Petra Marčinko als topgesetzte Spielerin beim Juniorinneneinzel der Australian Open an. Sie gewann den Titel in Melbourne gegen die Belgierin Sofia Costoulas mit 7:5 und 6:1. Im März 2022 gewann Marčinko ihre ersten beiden Einzeltitel auf der ITF Women’s World Tennis Tour in Antalya.
2022 trat Marčinko erstmals für die Kroatische Fed-Cup-Mannschaft an; ihre Billie-Jean-King-Cup-Bilanz weist bislang 7 Siege bei 5 Niederlagen aus.
Im Juli 2025 gewann Marčinko in Rom ihr erstes Turnier im Rahmen der WTA Challenger Series. Im Finale besiegte sie Oxana Selechmetjewa in drei Sätzen mit 6:3, 4:6, 6:3.

## Turniersiege

### Einzel
| Nr. | Datum              | Turnier          | Kategorie      | Belag             | Finalgegnerin          | Ergebnis       |
| --- | ------------------ | ---------------- | -------------- | ----------------- | ---------------------- | -------------- |
| 1.  | 13. März 2022      | Antalya          | ITF W25        | Sand              | Carole Monnet          | 6:4, 6:1       |
| 2.  | 20. März 2022      | Antalya          | ITF W25        | Sand              | Elisabetta Cocciaretto | 1:6, 6:4, 6:4  |
| 3.  | 30. Oktober 2022   | Poitiers         | ITF W80        | Hartplatz (Halle) | Ysaline Bonaventure    | 6:3, 7:62      |
| 4.  | 18. Juni 2023      | Rom              | ITF W60        | Sand              | Giorgia Pedone         | 6:2, 6:2       |
| 5.  | 1. Juli 2023       | Tarvis           | ITF W25        | Sand              | Katarzyna Kawa         | 6:1, 4:6, 6:2  |
| 6.  | 24. September 2023 | Caldas da Rainha | ITF W60        | Hartplatz         | Léolia Jeanjean        | 6:4, 6:1       |
| 7.  | 27. Oktober 2024   | Saguenay         | ITF W75        | Hartplatz (Halle) | Anouk Koevermans       | 6:3, 4:6, 7:63 |
| 8.  | 20. Juli 2025      | Rom              | WTA Challenger | Sand              | Oxana Selechmetjewa    | 6:3, 4:6, 6:3  |
| 9.  | 10. August 2025    | Landisville      | ITF W100       | Hartplatz         | Janice Tjen            | 7:64, 3:6, 6:4 |

### Doppel
| Nr. | Datum           | Turnier            | Kategorie | Belag             | Partnerin        | Finalgegnerinnen                      | Ergebnis         |
| --- | --------------- | ------------------ | --------- | ----------------- | ---------------- | ------------------------------------- | ---------------- |
| 1.  | 22. Mai 2021    | Šibenik            | ITF W15   | Sand              | Natália Szabanin | Darja Astachowa Jekaterina Makarowa   | 6:4, 6:3         |
| 2.  | 29. Mai 2021    | Šibenik            | ITF W15   | Sand              | Natália Szabanin | Nefisa Berberović Nicole Fossa Huergo | 6:4, 3:6, [10:4] |
| 3.  | 17. August 2024 | Kuršumlijska Banja | ITF W75   | Sand              | Lola Radivojević | Živa Falkner Tara Würth               | 7:65, 6:4        |
| 4.  | 29. März 2025   | Murska Sobota      | ITF W75   | Hartplatz (Halle) | Tara Würth       | Cho I-hsuan Cho Yi-tsen               | 6:3, 3:6, [10:4] |